# Balıkesir (provincie)
Balıkesir is een provincie van Turkije. De provincie is 14.442 km² groot en heeft 1.076.347 inwoners (2000). De provincie ligt in het westen van het land en heeft een kustlijn aan zowel de Egeïsche Zee als de Zee van Marmara. De hoofdstad is Balıkesir. In de provincie bevindt zich Mons Ida.
De provincie is bekend om zijn olijven, kuuroorden en schone stranden, waardoor ze een populaire toeristische bestemming is.

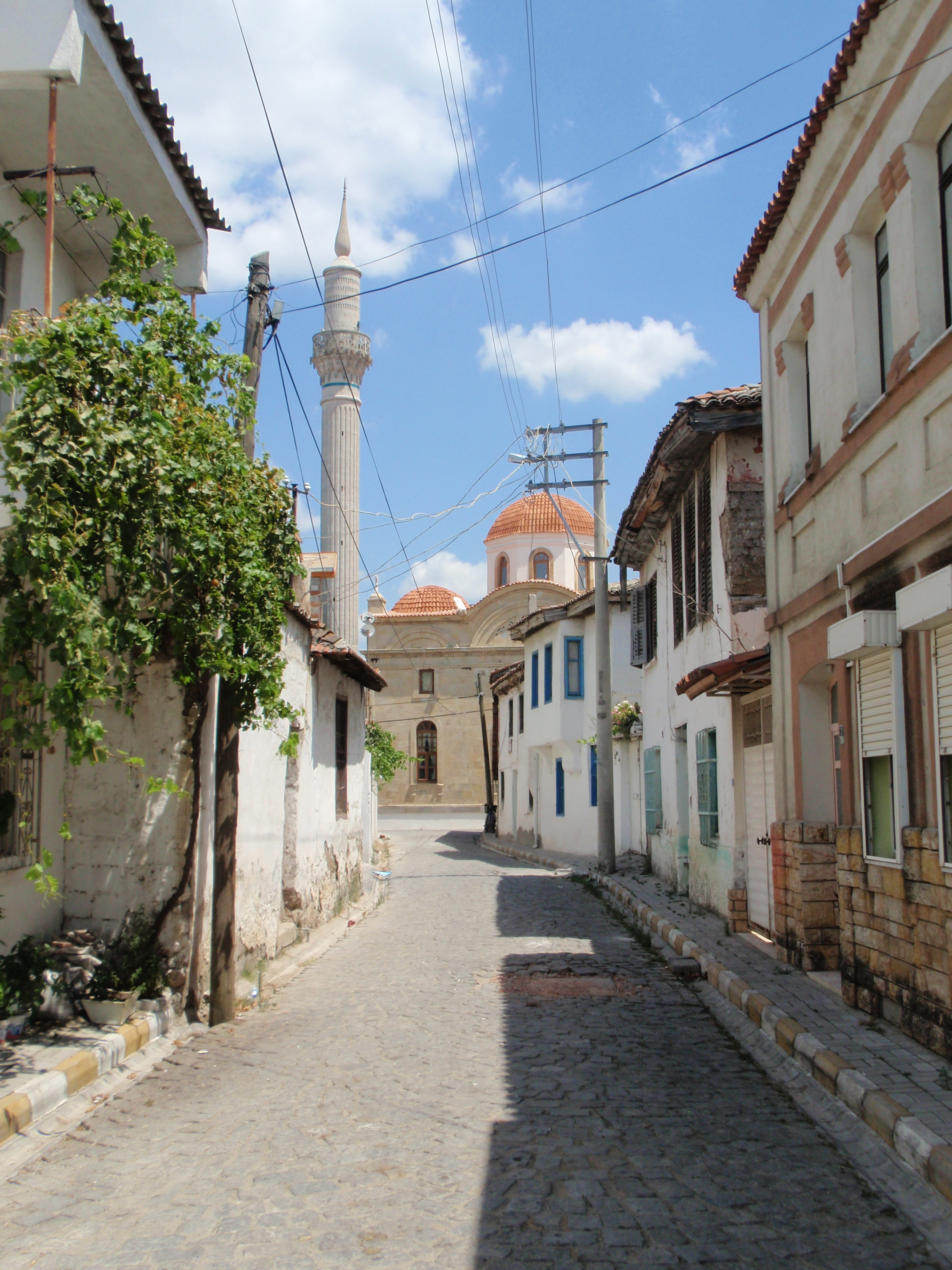
Een straat in Burhaniye

## Bevolking
Op 1 januari 2019 telde de provincie Balıkesir 1.228.620 inwoners. 
| Bevolking | 421.066 | 482.827 | 563.221 | 670.669 | 749.669 | 853.177 | 973.314 | 1.076.347 | 1.228.620 |

## Bestuurlijke indeling

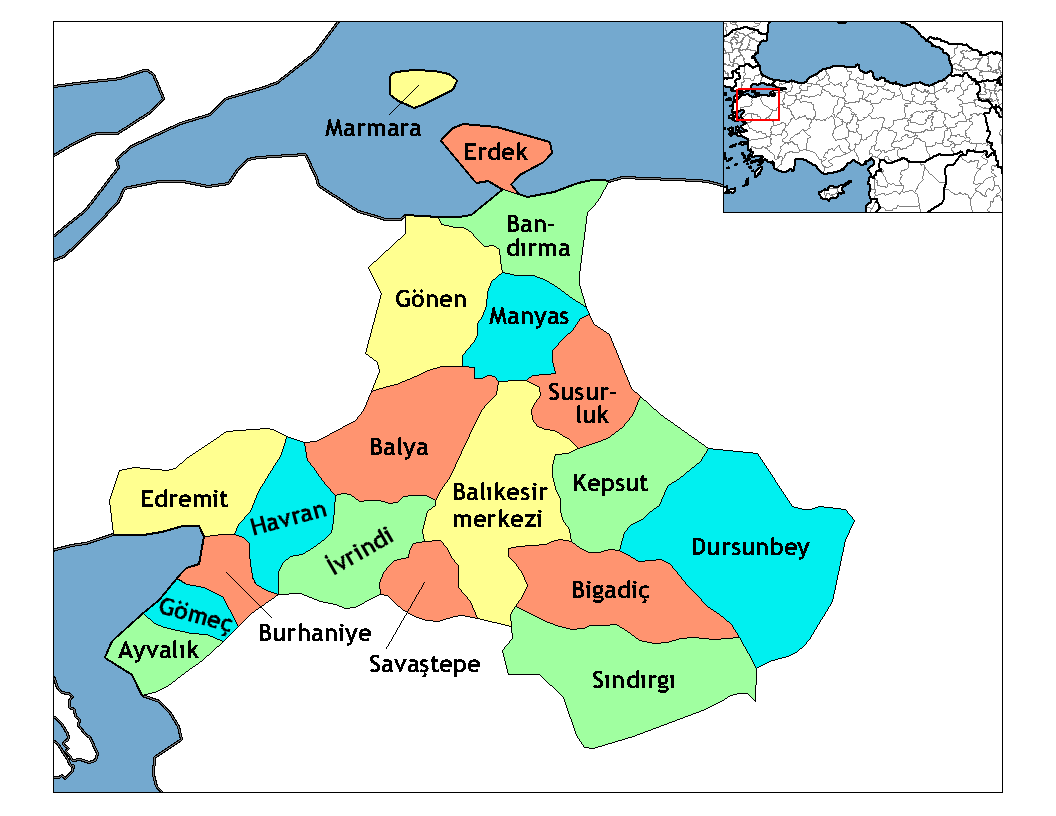
Districten van Balıkesir

### Districten
De provincie bestaat uit de volgende 19 districten:
| - Ayvalik - Balıkesir - Balya - Bandirma - Bigadiç | - Burhaniye - Dursunbey - Edremit - Erdek - Gömeç | - Gönen - Havran - İvrindi - Kepsut - Manyas | - Marmara - Savaştepe - Sındırgı - Susurluk |